# Лилибет

Лилибет (англ. Lilibet) — английское женское имя, изначально — уменьшительное от Елизавета (англ. Elizabeth):
- домашнее детское имя королевы Великобритании Елизаветы II (1926—2022);
- первое имя (англ. first name) одной из правнучек Елизаветы II, Лилибет Дианы Маунтбеттен-Виндзор (р. 2021).